# 热带风暴阿加莎 (2010年)
热带风暴阿加莎（英語：Tropical Storm Agatha）是自1997年的飓风宝莲过后最致命的东太平洋热带气旋，虽然强度不高，但在中美洲大範圍地引发洪灾，造成灾难性破坏。气旋源自热带辐合带，是2010年太平洋飓风季的首场风暴。5月29日，气旋发展成热带低气压，不久后升级成热带风暴并获名“阿加莎”，达到持续风速每小时75公里，最低气压1,000毫巴（29.53英寸汞柱）的最高强度后，于当天夜间在危地马拉和墨西哥边境附近登陆，最终于5月30日消散。

## 气象历史
5月24日，一股強對流在哥斯大黎加以西海岸發展。同時，該地區在熱帶輻合帶下發展出一道廣闊的低壓槽，並延伸至加勒比海西南部。當日下午，該系統向西北方移動，該處的環境有利進一步發展。5月25日，該對流雲團發展得更緊密及集中，因此國家颶風中心表示一個熱帶低氣壓可能正在形成。翌日，由於大氣環流擴大，對流雲團短暫地變得鬆散；但對流雲團持續處於潮濕的環境中，令分離的低層中心逐漸融合並重整。5月29日，系統的環流及對流進一步重整，國家颶風中心對其發佈警報，當時此熱帶低氣壓位於薩爾瓦多首都聖薩爾瓦多以西約475公里。
此系統在增強成為熱帶氣旋後，在低垂直风切变以及高達30°C的環境下發展。因此，國家颶風中心認為它將增強為熱帶風暴，但受中美洲沿岸的地勢影響，此類熱帶氣旋的增強幅度一般並不大。其一直沿著當時覆蓋中美洲一帶的高壓脊的邊緣向東北方緩慢地移動，並被衛星系統偵察到中心附近有烈風程度的風力，因此國家颶風中心將其升為熱帶風暴，並命名為阿加莎。當時，抑制其發展的因素只有與陸地的距離，數據顯示，24小時內阿加莎約有40%機會進入快速增强階段。最後，阿加莎未能進入快速增強階段，最大持續風速達到每小時75公里，最低气压為1,001毫巴（29.6英寸汞柱）。兩小時後，阿加莎改向北移動，於下午4時半在錢佩里科附近登陸。

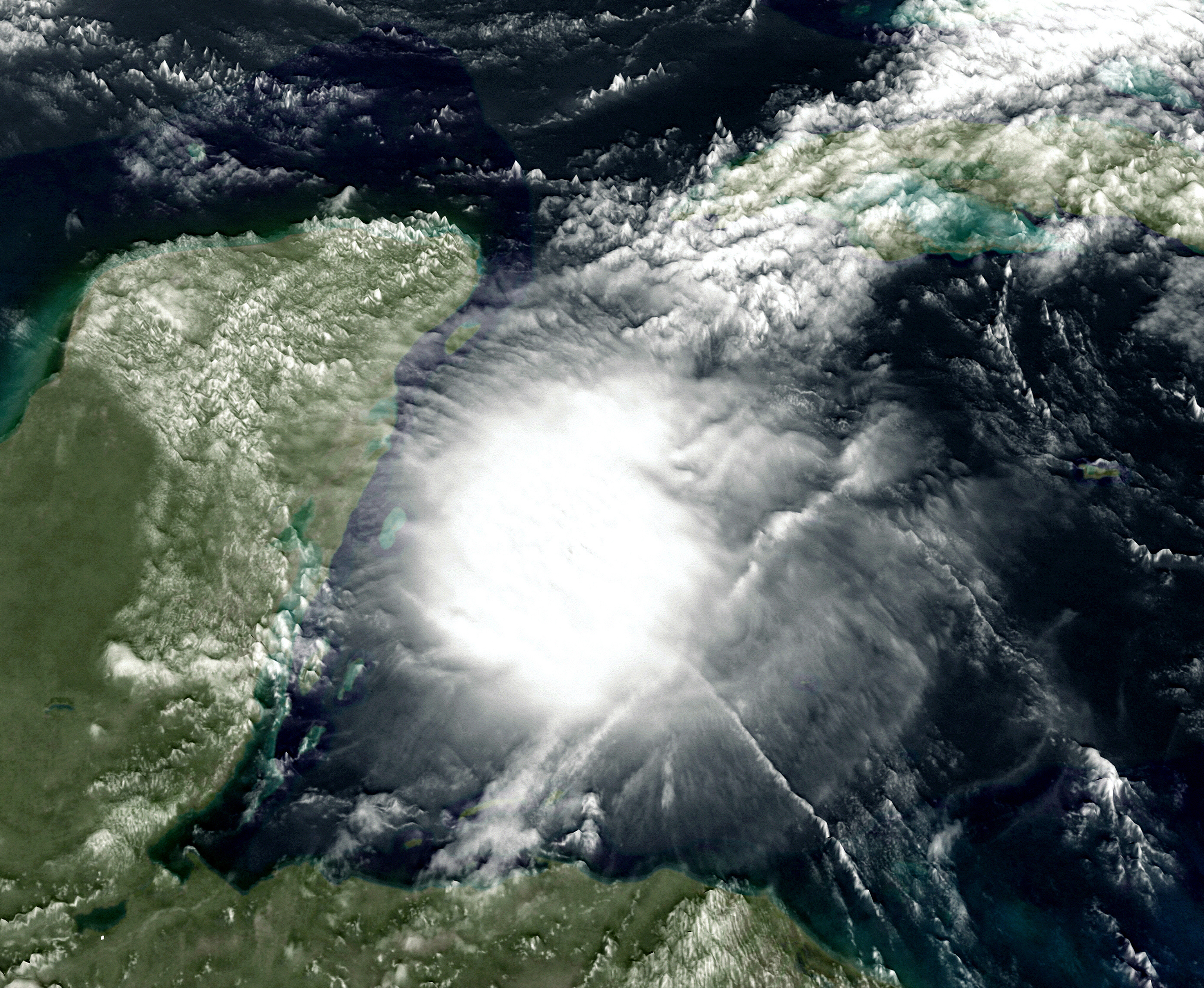
6月1日，阿加莎的殘餘雲帶移動到加勒比海西部

登陸後，阿加莎在中美洲引起大規模水災及山泥傾瀉，但陸上並沒有廣泛吹烈風。其在陸上迅速減弱，中心風力降至每小時40公里，氣壓則升至1,007毫巴（29.7英寸汞柱），隨即在瓜地馬拉境內消散。5月31日，伯利兹東部再次有對流雲團發展。翌日，國家颶風中心表示，阿加莎的殘餘雲帶不太可能在加勒比海西部重整並發展。

## 準備工作

### 危地馬拉
因應熱帶低氣壓於5月29日早上形成，危地馬拉政府對沿海地區發佈熱帶氣旋警告。由於阿加莎在近岸形成，當局預料烈風程度的風力將於傍晚時分開始影響該地，令戶外準備工作難以進行。此外，阿加莎的移動速度緩慢，氣象部門預計會為當地帶來高達30英寸（760）的雨量，可能對危地馬拉、薩爾瓦多及墨西哥造成致命的洪災、山泥傾瀉等。

### 薩爾瓦多
因應暴雨可能持續影響薩爾瓦多及尼加拉瓜各地，當地官員疏散了約2000人。為應對本次災情，薩爾瓦多政府對境內發出了黃色預警，並按國家防災民防系統指示分配約52000名警員、緊急救援人員及軍人戒備。

## 影響

### 危地馬拉

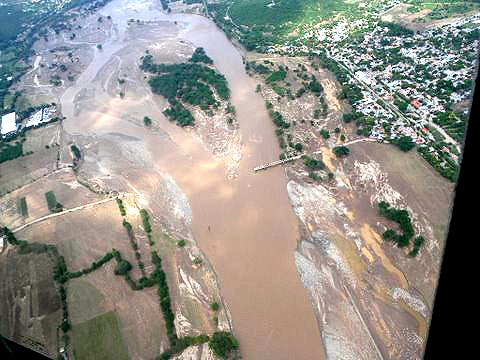
因風暴而引發的洪水

危地馬拉境內的火山帕卡亞火山於風暴來襲2天前爆發，導致火山灰迅速飄至瓜地馬拉市及拉奥罗拉国际机场，並堵塞當地排水系統，加劇了風暴所帶來的破壞，拉奧羅拉國際機場一度需要關閉。
當地政府提醒，阿加莎所帶來的暴雨可能引發火山泥流，並加劇災情；不過，在咖啡田工作的人認為，降雨能沖走咖啡樹上的火山灰，對他們有幫助。危地馬拉國家地震、火山、氣象和水文研究所表示，當地在5月29日的總雨量達360毫米。南部地區出現小規模的山泥傾瀉，阻塞了道路交通。

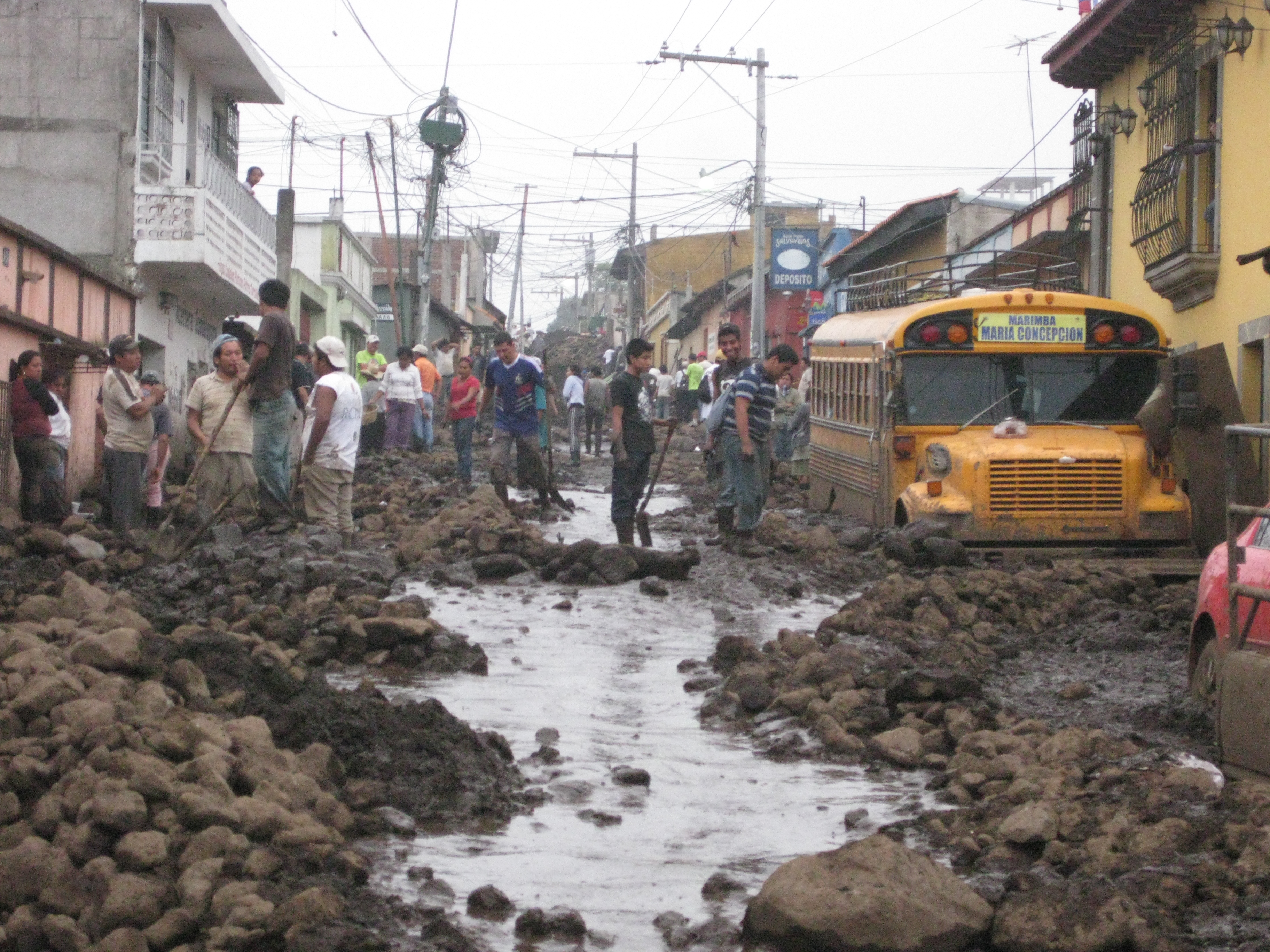
別哈城出現泥石流

位於別哈城的水火山附近出現了泥石流，導致9人死亡，13人失蹤，超過100戶受災；克薩爾特南戈省阿爾莫隆加同樣出現泥石流，4人死亡。
因應災情惡化，多名主要官員在5月29日宣佈全國進入緊急狀態。國內多條河流水位急劇上升，幾乎氾濫。大量房屋受大規模洪水影響而損毀，多人要撤離至臨時避難所。
5月30日下午，當地傳媒報導，瓜地馬拉一共15人死亡，22人失蹤。初部報告顯示，至少3500所房屋受損，超過11萬人需要撤離，逾2萬人無家可歸。部分地區錄得超過910毫米雨量，是逾60年來最高的雨量紀錄，令阿加莎成為有史以來吹襲該國造成最高總雨量的熱帶氣旋，比1998年颶風米奇更多。翌日，死亡人數增至92人，另有95人受傷。根據危地馬拉國家減災協調中心於災後發表的報告，超過34萬人受災，約10萬人流離失所。

#### 出現沉洞
風暴來襲翌日，瓜地马拉市出現了一個直徑約30米的沉洞，有房屋、電話桿等倒塌。這次的沉洞由污水渠爆破引起，受阿加莎雨帶影響，災情進一步惡化，導致15人死亡，另有至少300戶居住在高危地帶，並未完全撤離。

#### 災後援與後續影響
災後，多國向瓜地馬拉提供援助。當中巴西贈送了2萬噸玉米及5千噸飯，而古巴亦派遣了一隊醫療隊協助救災。此外，歐盟對瓜地馬拉提拱了240萬美元援助，世界銀行則考慮借出8500萬美元，作災後重建等。經歷颶風斯坦及颶風米奇後，瓜地馬拉遭受重大損失，加劇了國內社會混亂的狀況和經濟的不穩定性，並大幅增加了國內的孤兒人數，並導致中美洲三角（即瓜地馬拉、薩爾瓦多及宏都拉斯三國）出現一波兒童移居潮。2011年，共有4059名兒童為了移民至墨西哥及美國，在中美洲三角地區邊境被拘捕，數字逐年上升，在2014年升至超過6萬9千人；同時，從該三國遷至墨西哥的人口在2009年至2014年間上升了7至13倍。

### 墨西哥
阿加莎為墨西哥南部帶來強風與暴雨，同時亦捲起了2至4米的大浪。在阿加莎的登陸地恰帕斯州東南部，有約120戶家庭需要撤離，而當局因應洪水的威脅，對該州發佈黃色預警。

### 尼加拉瓜
阿加莎在增強成為熱帶低氣壓前，曾為尼加拉瓜帶來連場暴雨，一名女士被氾濫的河水沖走，其後不治。全國有多棟房屋受損。在埃斯特利省，有24人被困家中，需由尼加拉瓜空軍救出。

### 薩爾瓦多
受阿加莎的雨帶影響，全國均下起大雨，因此出現大面積洪水。在聖薩爾瓦多等六個災情較嚴重的城市，官員呼籲當地居民盡快撤離至避難所。當地一共發生140宗山泥傾瀉，並錄得超過400毫米雨量，導致6人喪生，2人失蹤。因應阿加莎為當地帶來廣泛破壞，總統毛里西奥·富内斯於5月30日宣佈全國進入緊急狀態。
當地農業大受影響，共有3,162英畝（12.80平方）農地被水淹沒，損失超過6百萬美元。相反，當地的學校並沒有受到嚴重破壞，大部分在風暴過後仍能正常運作；在378所受影響的學校當中，有63所遭嚴重破壞。阿加莎在全國共造成3110萬美元損失。

### 洪都拉斯
阿加莎登陸後，殘餘雨帶逐漸影響洪都拉斯，並帶來洪水及山泥傾瀉等災害。持續的暴雨破壞了45棟房屋，1名男子因建築結構倒塌而死亡。因應災情嚴重，時任宏都拉斯總統波尔菲里奥·洛沃宣佈全國進入緊急狀態，當地教育局下令南部部分城市學校停課。